# دزدان کجایند؟
«دزدان کجایند؟» (به اسپانیایی: Dónde Están los Ladrones?) آلبومی از شکیرا است که در ۲۹ سپتامبر ۱۹۹۸ منتشر شد.